# Virusul african al pestei porcine

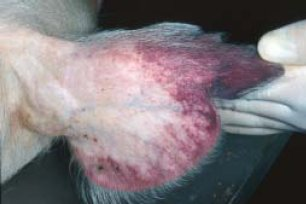
Înroșirea urechilor este un semn comun al pestei porcine africane la porci.

Virusul pestei porcine africane (ASFV) este agentul cauzator al pestei porcine africane. Virusul provoacă o febră hemoragică cu rate mari de mortalitate la porci, dar persistent infectează gazdele naturale cum ar fi porcii mistreți și Argasidele din genul Ornithodoros, fără semne de boală. ASFV este un virus ADN dublu catenar care replică în citoplasma celulelor infectate. [2] ASFV infectează porci domestici, Phacochoerus și Potamochoerus larvatus, precum și căpușe moi (Ornithodoros), care este probabil să acționeze ca vector.
ASFV este singurul virus cunoscut cu un genom DNA dublu catenar transmis de artropode. Virusul provoacă o boală hemoragică letală la porcii domestici. Unele 
cazuri izolate pot cauza moartea animalelor la o săptămână după infecție. La toate celelalte specii, virusul nu provoacă nici o boală evidentă. ASFV este endemică pentru Africa sub-sahariană și există în sălbăticie printr-un ciclu de infecție între căpușe și porci sălbatici, Phacochoerus și Potamochoerus larvatus. Boala a fost descrisă pentru prima dată după ce coloniștii europeni au adus porci în zone endemice cu ASFV și, ca atare, reprezintă un exemplu de „boală infecțioasă emergentă”.

## Legături externe
- CFIA Animal Disease Information
  - African swine fever fact sheet
  - Biosecurity training video
  - Farm-level biosecurity practices
- European Commission
  - Current Situation
- World Organisation for Animal Health (OIE)
  - Current status of African Swine Fever worldwide at OIE. WAHID Interface—OIE World Animal Health Information Database
  - Disease card